# Гильельма (графиня Верхнего Пальярса)
Гильельма (ок.1185-1250) (исп. Guillelma, каталан. Guillema, фр. Guillaumine) — графиня Пальярс Собира в 1199—1229.
Дочь Артальдо IV де Пальярс Собира и его жены Гильельмы (происхождение не выяснено).
Унаследовала графство после смерти брата — Берната III, который умер в юном возрасте. До замужества находилась под опекой матери. 
Впервые упоминается в качестве графини Пальярс Собира в документе, датированном 15 мая 1204 года. В том же документе упоминаются её первый муж Гиллем де Эрил и дочь Гильельма де Эрил.
Овдовев, в 1217 году вышла замуж за Роже II де Кузерана, виконта Каркассона. После его смерти в 1229 году продала графство Пальярс Собира пасынку — Роже III де Кузерану, за 15 тысяч золотых маработино. Вероятно, что её дочь к тому времени умерла.
Гильельма удалилась в монастырь Вальбона де ле Монж, где и умерла не позднее 1250 года.